# Saharoza-fosfat sintaza
Saharoza-fosfat sintaza (EC 2.4.1.14, UDP-glukoza fruktoza-fosfat glukoziltransferaza, saharozafosfat UDP glukoziltransferaza, UDP-glukoza-fruktoza-fosfat glukoziltransferaza, SPS, uridin difosfoglukoza-fruktoza fosfat glukoziltransferaza, saharoza 6-fosfat sintaza, saharoza fosfat sintetaza, saharoza fosfat-uridin difosfat glukoziltransferaza, saharoza fosfat sintaza) je enzim sa sistematskim imenom UDP-glukoza:D-fruktoza-6-fosfat 2-alfa-D-glukoziltransferaza. Ovaj enzim katalizuje sledeću hemijsku reakciju
UDP-glukoza + D-fruktoza 6-fosfat {\displaystyle \rightleftharpoons } UDP + saharoza 6F-fosfat
Za maksimalno dejstvo ovog enzima je neophodan Mg2+ ili Mn2+.

## Literatura
- Nicholas C. Price; Lewis Stevens (1999). Fundamentals of Enzymology: The Cell and Molecular Biology of Catalytic Proteins (Third изд.). USA: Oxford University Press. ISBN 019850229X.
- Eric J. Toone (2006). Advances in Enzymology and Related Areas of Molecular Biology, Protein Evolution (Volume 75 изд.). Wiley-Interscience. ISBN 0471205036.
- Branden C; Tooze J. Introduction to Protein Structure. New York, NY: Garland Publishing. ISBN 0-8153-2305-0.
- Irwin H. Segel. Enzyme Kinetics: Behavior and Analysis of Rapid Equilibrium and Steady-State Enzyme Systems (Book 44 изд.). Wiley Classics Library. ISBN 0471303097.
- William P. Jencks (1987). Catalysis in Chemistry and Enzymology. Dover Publications. ISBN 0486654605.

## Spoljašnje veze
- Sucrose-phosphate+synthase на 